# PM2,5

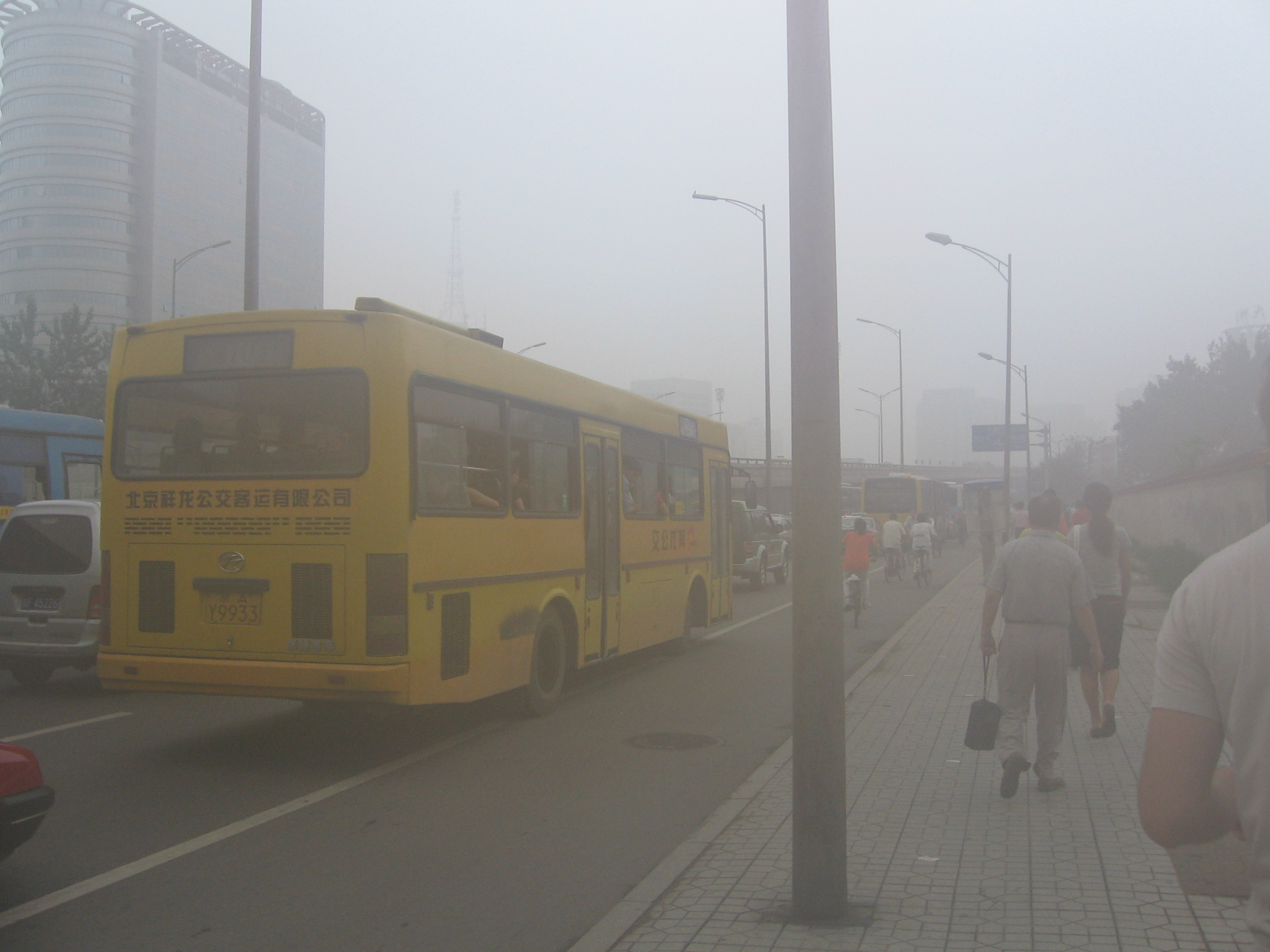
Smog w Pekinie (2006)

PM2,5 – aerozole atmosferyczne (pył zawieszony) o średnicy nie większej niż 2,5 μm, który zdaniem Światowej Organizacji Zdrowia jest najbardziej szkodliwy dla zdrowia człowieka spośród wszystkich zanieczyszczeń atmosferycznych.
Jak wynika z raportów Światowej Organizacji Zdrowia (WHO), długotrwałe narażenie na działanie pyłu zawieszonego PM2,5 skutkuje skróceniem średniej długości życia, a krótkotrwała ekspozycja na wysokie stężenia pyłu PM2,5 powoduje wzrost liczby zgonów z powodu chorób układu oddechowego i krążenia oraz wzrost ryzyka nagłych przypadków wymagających hospitalizacji (nasilenie astmy, ostra reakcja układu oddechowego, osłabienie czynności płuc itp.), gdyż tak drobny pył dostaje się bezpośrednio przez płuca do krwi. Szacuje się, że życie przeciętnego mieszkańca Unii Europejskiej jest krótsze z tego powodu o ponad 8 miesięcy, a życie przeciętnego Polaka w stosunku do przeciętnego mieszkańca UE jest krótsze o jeszcze 1–2 miesiące z uwagi na występujące w Polsce większe zanieczyszczenie pyłem aniżeli wynosi średnia dla krajów Unii.
Dyrektywa 2008/50/WE Parlamentu Europejskiego i Rady z dnia 21 maja 2008 r. w sprawie jakości powietrza i czystszego powietrza dla Europy określa wartości stężeń pyłów PM2,5 docelowe i dopuszczalne oraz wprowadza odrębny wskaźnik dla terenów miejskich (wskaźnik średniego narażenia), a także nakazuje poinformowanie społeczeństwa o możliwych zagrożeniach.

## PM2,5na świecie
W Chinach PM2,5 współtworzy gęstą pokrywę smogu, który szczególnie zimą ogarnia na wiele dni chińską stolicę i wielkie miasta na północy kraju. Zdarza się, że stężenie mikrocząsteczek w 22-milionowym Pekinie przekracza 40 razy normy WHO, a w 11-milionowym Harbinie, sparaliżowanym przez smog w połowie października 2013 roku, stężenie tego pyłu przekroczyło normy 50 razy. W stolicy Chin wystąpił wzrost zachorowań na raka płuc, o 15 proc. spadła liczba turystów w stolicy kraju, a zagraniczne koncerny mają kłopoty z rekrutacją personelu na wyjazd do Pekinu.
Zdaniem Gary’ego Fullera zanieczyszczenia generowane przez samochody odpowiadają w dużych miastach za około 1/4 zgonów spowodowanych pyłem PM2,5.

## PM2,5w Polsce
Komisja Europejska 21 listopada 2011 r. pozwała Polskę do Europejskiego Trybunału Sprawiedliwości, zarzucając brak postępów we wdrażaniu dyrektywy 2008/50/WE Parlamentu Europejskiego i Rady z dnia 21 maja 2008 r. w sprawie jakości powietrza i czystszego powietrza dla Europy (CAFE), która powinna być zaimplementowana przez Polskę do 11 lipca 2010.
Według raportu z 2016 Światowej Organizacji Zdrowia 33 z 50 najbardziej zanieczyszczonych miast Unii Europejskiej leży w Polsce. Na szczycie listy, z poziomem około 44 μg/m3, znalazł się Żywiec, następnie Pszczyna (2. miejsce) oraz Rybnik (4. miejsce, ok. 39 μg/m3), dalsze miejsca spośród tych 33 w pierwszej pięćdziesiątce zajmują: Wodzisław Śląski, Opoczno, Sucha Beskidzka, Godów, Kraków, Skawina, Nowy Sącz, Niepołomice, Tuchów, Knurów, Zabrze, Katowice, Wadowice, Nowa Ruda, Gliwice, Proszowice, Brzeziny, Bielsko-Biała, Zduńska Wola, Kędzierzyn-Koźle, Rawa Mazowiecka, Sosnowiec, Nakło nad Notecią, Kalisz, Dąbrowa Górnicza, Tychy, Zakopane, Tomaszów Mazowiecki, Jarosław i Żory (powyżej 30 μg/m3).
Mieszkaniec Rybnika skarży w sądzie skarb państwa za naruszenie dóbr osobistych, gdzie jego zdaniem w mieście normy zapylenia powietrza są przekroczone o nawet 1000%, a on sam często choruje. Grupa mieszkańców tego samego Rybnika pozwała Polskę z powodu złej jakości powietrza oraz braku planów odnośnie do poprawienia sytuacji.
W opublikowanym przez Greenpeace i AirVisual raporcie dotyczącym najbardziej zanieczyszczonych miast Europy pyłem zawieszonym PM2,5 za rok 2018, w „pięćdziesiątce” znalazło się kilkanaście polskich miast takich jak: Jaworzno, Kraków, Katowice, Otwock, Warszawa, Kędzierzyn-Koźle, Radom, Żyrardów, Mielec czy Bydgoszcz.